# Thembelihle
Thembelihle (officieel: Thembelihle Plaaslike Munisipaliteit, tot 2004: Oranje-Karoo) is een gemeente in het Zuid-Afrikaanse district Pixley ka Seme. Thembelihle ligt in de provincie Noord-Kaap en telt 15.701 inwoners.
De plaatsen Hopetown, Strydenburg en Orania, liggen in de gemeente, hoewel de gemeente Thembelihle alleen Hopetown en Strydenburg bestuurt. Orania heeft een beperkte mate van zelfbestuur dankzij zijn eigen gemeenteraad en levert zijn eigen gemeentelijke diensten. 

## Geschiedenis
In 2000 wilde de Noord-Kaapse regering de Hopetown Vertegenwoordigende Raad, de Strydenburg Vertegenwoordigende Raad en de Orania Vertegenwoordigende Raad laten fuseren in de nieuwe gemeente Oranje-Karoo (Plaaslike Munisipaliteit). De Orania Vertegenwoordigende Raad en de Orania Inwonersvereniging daagde daarop de Noord-Kaapse regering voor het Noord-Kaapse Hooggerechtshof in Kimberley. De Zuid-Afrikaanse regering, de Noord-Kaapse regering en anderen troffen toen een schikking met de Orania Vertegenwoordigende Raad, waarin bepaald werd dat: 
1. Orania Vertegenwoordigende Raad niet zal ophouden te bestaan.
2. Orania Vertegenwoordigende Raad zal met al zijn bevoegdheden blijven bestaan totdat er een overeenkomst is tussen de inwoners van Orania en de Zuid-Afrikaanse regering over de gemeentelijke status.
3. Orania valt binnen de grenzen van de Thembelihle Plaaslike Munisipaliteit, maar de gemeente levert geen bevoegdheden of diensten in Orania.

Deze schikking is op 4 december 2000 door het Noord-Kaapse Hooggerechtshof bekrachtigd en een dag later trad de Wet op Munisipale Stelsel van 1998 in werking.
In 2004 is de naam van de Oranje-Karoo Plaaslike Munisipaliteit gewijzigd in Thembelihle Plaaslike Munisipaliteit.

## Hoofdplaatsen
Thembelihle is op zijn beurt nog eens verdeeld in – geografisch gezien – vijf hoofdplaatsen (Afrikaans: nedersettings) en de hoofdstad van de gemeente is de hoofdplaats Hopetown.
- Deetlessville
- Hopetown
- Orania (enkel geografisch)
- Steynville
- Strydenburg

Orania is enkel in geografisch opzicht een deel van de gemeente Thembelihle doordat Orania haar eigen politieke raad heeft in de vorm van die Orania Verteenwoordigende Raad en haar eigen diensten levert.

## Gemeenteraad
De zetels in de gemeenteraad van Thembelihle Plaaslike Munisipaliteit zijn als volgt verdeeld:
| party | 2000 | 2006 | 2011 | 2016 |
| ----- | ---- | ---- | ---- | ---- |
| ANC   | 4    | 5    | 4    | 4    |
| DA    | 3    | 2    | 1    | 2    |
| Cope  | -    | -    | 2    | -    |
| EFF   | -    | -    | -    | 1    |

In december 2011 wist de oppositie bestaande uit de Democratische Alliantie en het Congress of the People en een nieuw verkozen onafhankelijke kandidaat een meerderheid in de gemeenteraad te verkrijgen, toen het African National Congress een tussentijdse wijkverkiezing verloor. De wijk ging naar een onafhankelijke kandidaat. Dit onafhankelijke raadslid, Danny Jonas die voorheen ook lid van het ANC was, werd toen de nieuwe burgemeester met steun van de DA en COPE.
Tijdens zijn burgemeesterschap werd Jonas lid van het EFF. In 2016 zei hij in een interview met de SAUK dat hij en de EFF geen 'Boerenstaat' (verwijzing naar Orania) binnen de gemeentegrenzen zal dulden als de EFF de gemeenteraadsverkiezingen zou winnen. De EFF bracht een paar dagen later een verrassingsbezoek aan Orania. Een week later zei Jonas in een gezamenlijke verklaring met Orania dat Orania een positieve bijdrage levert aan zijn omgeving. Jonas vroeg ook of de Thembelihle Plaaslike Munisipaliteit met de Orania Vertegenwoordigende Raad kan samenwerken, zodat de kennis en kunde van Orania ook in Hopetown en Strydenburg gebruikt kan worden.
De uitslag van de Zuid-Afrikaanse gemeenteraadsverkiezingen van 2016 zorgde er echter voor dat het ANC weer de meerderheid van de zetels in de gemeenteraad van Thembelihle verkreeg.
De inwoners van Orania stemmen niet voor de gemeenteraad van de Thembelihle. De inwoners van Orania stemmen voor de Orania Verteenwoordigende Raad.